# Wali (governatore)
Il termine Wālī (in arabo والي‎?, wālī), o semplicemente Wali, ha indicato dal VII secolo fino al XX secolo il governatore di una grande provincia conquistata dagli Arabi musulmani e assoggettata dapprima al potere del califfato (wilāya, in arabo ﻭلاﻳـة‎?, ossia "governatorato"), e in seguito del califfato della Sublime porta, in cui in turco-ottomano il sostantivo Wālī era pronunciato Valì e la parola wilāya diventava vilayèt.

## Etimologia
La radice di riferimento < w-l-y > si ricollega al concetto di "cura", "tutela" e origina anche il termine walī (in arabo ولى‎?), usato in senso più direttamente giuridico nell'ambito degli istituti legati alla successione patrimoniale e al contratto matrimoniale, per i quali è prevista appunto la figura di un "curatore".
Con l'espressione invece walī l-ʿahd (in arabo وﻟﻲ العهد‎?) si indicava invece l'erede designato (il "tutore del patto") che viene per lo più tradotto con l'espressione "erede presuntivo".

## Wālī e Valì
Il vocabolo è stato adottato dal Dizionario Enciclopedico Italiano della Treccani in questa forma, anche se un maggior numero di dizionari gli preferisce l'accezione turca contemporanea Valì.
La maggior frequenza d'uso dell'accezione turca nel lessico italiano dipende dal più intenso contatto intercorso nei secoli tra le realtà politiche ed economiche della penisola italiana e l'Impero ottomano, fino alla guerra italo-turca che portò nel 1911 il Regno d'Italia a conquistare le province ottomane della Tripolitania e della Cirenaica, e all'epilogo della prima guerra mondiale, in cui Italia e Impero ottomano combatterono su fronti contrapposti. In epoche più remote, in particolare nei diplomi medioevali in lingua araba raccolti da Michele Amari, era invece accezione comune l'uso del lemma wālī.

## Storia
La figura e la nomina del governatore risale al primo periodo "ortodosso", cioè ai primi quattro califfi. Questa figura acquisisce una certa autonomia durante l'età omayyade, quando il califfo che lo nominava lasciava libero il suo wālī  di scegliersi i collaboratori amministrativi, come pure i giudici statali, di nomina politica (qāḍī, in arabo قاﺿﻲ‎?).
In epoca abbaside invece il califfo si riservò, insieme alla nomina del wālī, anche il diritto di scelta di tali funzionari operanti nei governatorati. Tale fortissimo accentramento del potere califfale divenne ostativo di una buona amministrazione man mano che il califfato raggiunse dimensioni assai estese, ingenerando un progressivo degrado delle periferie e forme di lotta autonomistica che saranno alla base della crisi che porterà alla frammentazione del califfato stesso in "dinastie" o "Stati", sia sul continente asiatico sia su quello africano, a partire dall'XI secolo.

## Cariche derivate

### Valli di Sicilia
Nella Sicilia islamica è ipotizzata la figura del wālī, da cui si sarebbe derivato il termine vallo. Sebbene esistessero dei governatori sull'Isola nel periodo in questione, tuttavia, è bene precisare che Idrisi, nella sua carta geografica dell'Isola, pubblicata nel 1154, qualificava iqlīm (dal termine greco clima) il Val Demone, segno della persistenza delle tre grandi entità territoriali della Sicilia derivante dai precedenti distretti amministrativi che presero il nome di Themata di Sicilia in età bizantina, vale a dire a partire dalla metà del VII secolo.
Secondo quanto proposto dallo storico siciliano Michele Amari, il termine usato in Sicilia di "valli" - plurale di "vallo", usato per identificare i tre principali distretti territoriali in cui era divisa l'isola (il Val di Mazara, il Val Demone e il Val di Noto) - potrebbe derivare dalla lingua latina (vallum) o da quella araba (wālī) e risalirebbe alla seconda metà del IX secolo. Tale suddivisione territoriale, divenuta solo formale durante la dominazione islamica dell'Isola, assunse nuovamente un valore amministrativo quando la Sicilia fu sotto la dominazione dei Normanni. I tre "valli" in cui venne divisa l'Isola, quindi, rimasero a lungo la principale suddivisione amministrativa - salvo poche variazioni - fino alla loro definitiva abolizione nel 1818 in base alla riforma amministrativa borbonica.

### Valì
La carica di governatore viene assorbita dal califfato della Sublime Porta durante l'impero ottomano e viene adattato alla lingua turca come valì. Il valì era posto a capo delle province in cui si divideva lo stato, mantenendo la denominazione anche durante la repubblica kemalista, titolo comunque riservato al capo dell'unità amministrativa locale, analogo al "prefetto" delle nazioni occidentali.